# Другі Коростелі
Другі Коросте́лі (рос. Вторые Коростели) — село у складі Рубцовського району Алтайського краю, Росія. Входить до складу Великошовковниківської сільської ради.

## Населення
Населення — 247 осіб (2010; 304 у 2002).
Національний склад (станом на 2002 рік):
- росіяни — 97 %